# Acamptonectes
Acamptonectes densus
Genre
Espèce
Acamptonectes est un genre fossile d'ichthyosaures ayant vécu durant l'étage Hauterivien du Crétacé inférieur dans qui est aujourd'hui l'Europe, et dont l'unique espèce connue est Acamptonectes densus. L'holotype du taxon consiste en un squelette partiel provenant d'un spécimen adulte ayant été découvert en 1958 à Speeton, en Angleterre, mais qui ne fut pas formellement décrit avant une étude publiée en 2012. Cette même étude classe également au sein de ce taxon d'autres spécimens provenant d'Angleterre, mais aussi un squelette partiel d'un subadulte ayant été découvert à Cremlingen, en Allemagne. Le nom générique veut dire « nageur rigide » en grec ancien, tandis que l'épithète spécifique vient du latin et signifie « compact » ou « tassé ».
Il s'agit d'un petit ichthyosaure, ayant une taille corporelle estimée à environ 3 m de long. Son nom scientifique fait référence à ses adaptations corporelles inhabituelles rigidifiant son tronc, notamment des os étroitement ajustés à l'os occipital et des vertèbres imbriqués, adaptations qui lui permettaient probablement de nager à grande vitesse via une locomotion semblable à celle d'un thon. Parmi ses autres caractéristiques distinctives figurent un museau extrêmement fin et des crêtes uniques sur l'os basioccipital de la boîte crânienne. Comme les autres ichthyosaures, Acamptonectes possède de grandes orbites et une nageoire caudale. Sa morphologie est similaire à celle des ophthalmosaurinés apparentés plus anciens que sont Ophthalmosaurus et Mollesaurus (en).
La découverte d’Acamptonectes a des implications importantes pour l'histoire évolutive des ichthyosaures. Il fut longtemps supposé que les ophthalmosauridés du sous-groupe des platypterygiinés auraient été l'unique lignée d'ichthyosauriens à avoir survécu jusqu'au Crétacé inférieur, suite à une extinction massive des ichthyosaures à la frontière entre le Jurassique et le Crétacé. Étant l'un des premiers ophthalmosaurinés connus du Crétacé inférieur, Acamptonectes contredit cette supposition. Bien que ses yeux plus grands le rendent mieux adapté que les platypterygiinés à la plongée en profondeur, il s'agissait probablement d'un prédateur généraliste. Ses dents, fines et texturées avec des crêtes longitudinales, sont adaptées pour empaler des proies, suggérant qu'il se nourrissait probablement de proies molles et charnues comme des poissons et des calmars.

## Historique des recherches

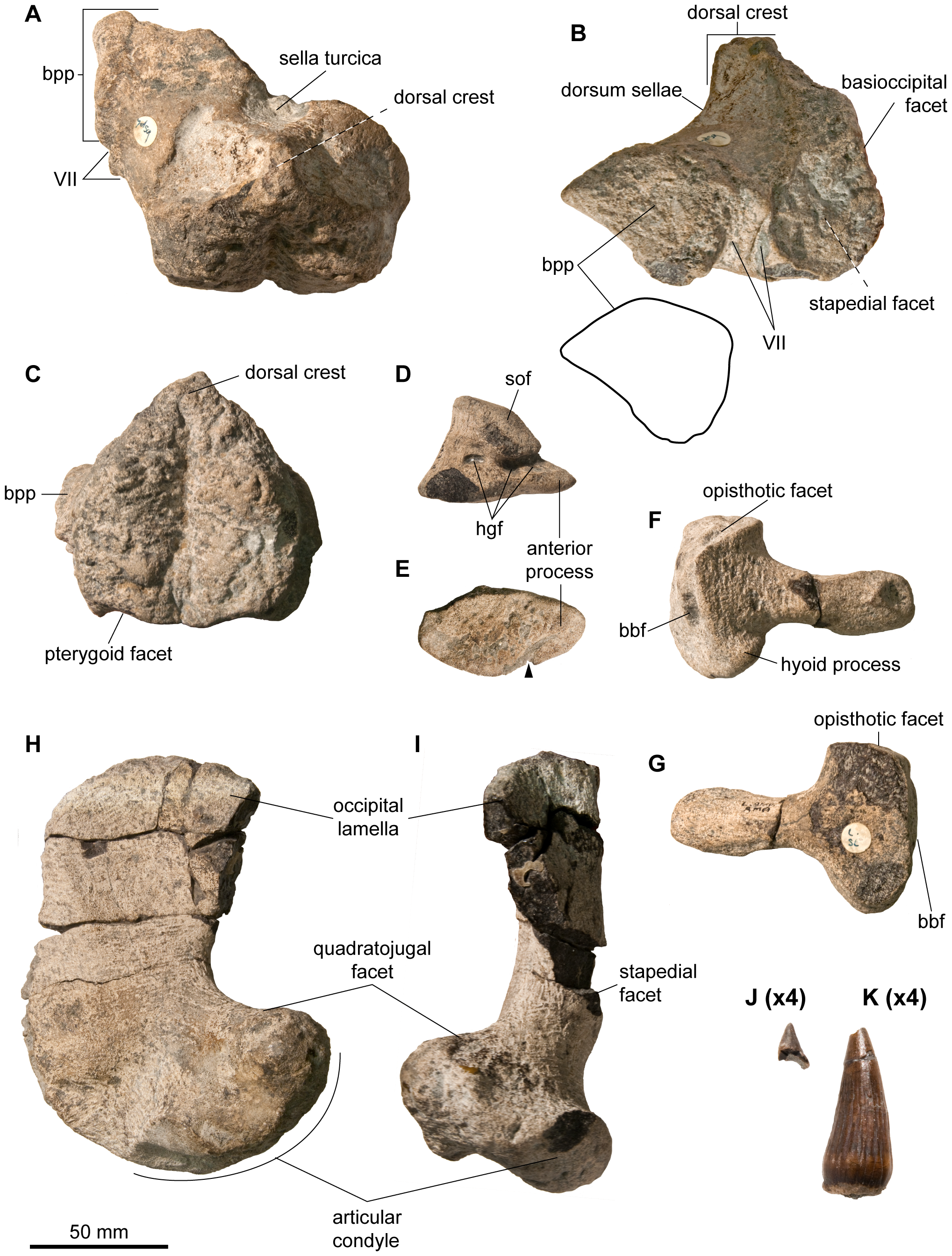
Base du crâne (A–E), étrier (F–G) et dents (J–K) du spécimen holotype. Le nom scientifique fait en partie référence aux os étroitement ajustés de l'occiput. La flèche près de l'exoccipital (E) montre une encoche qui s'adapterait étroitement à une bosse sur le basioccipital.

En 1958, au cours de plusieurs week-ends, quatre étudiants et un technicien du département géologique de l'université de Hull collectent un spécimen fossile au sein de la formation de Speeton Clay (en), au nord de l'Angleterre. La trouvaille concerne un spécimen d'ichthyosaure, un groupe éteint de reptiles marins ayant vécu durant le Mésozoïque. Celui-ci consiste en un squelette partiel d'un individu adulte, comprenant un toit crânien fragmentaire, une mandibule, des vertèbres, des côtes et la ceinture scapulaire. En 1991, le spécimen est transféré au Hunterian Museum de l'université de Glasgow lors de la fermeture du département géologique de l'université de Hull. Ce spécimen, surnommé l’« ichthyosaure de Speeton Clay », est depuis catalogué GLAHM 132855. Dans une monographie restée inédite à sa mort en 2003, Robert M. Appleby décrit ce spécimen et le classe au sein du genre Platypterygius, sous le nom d'espèce "P. speetoni", qu'il considère comme un membre primitif de ce taxon. Un deuxième spécimen est découvert dans la formation de Speeton Clay en 1985, et est depuis catalogué NHMUK R11185 au sein du musée d'histoire naturelle de Londres. Ce spécimen se compose de restes partiels d'un rostre, d'une mandibule et de côtes, suivi d'un humérus droit complet,.
Jeff Liston reconnait l'importance de l'ichthyosaure de Speeton Clay lorsqu'il travaille au Hunterian Museum. Valerie Appleby contacte ce dernier afin de terminer la monographie inédite de son défunt mari. Liston contacte alors Valentin Fischer, spécialiste des ichthyosaures, pour rédiger une description de l'animal. Fischer examine le spécimen en 2011 et se rend compte qu'il s'agit d'un ichthyosaure très semblable à un autre spécimen connu de Cremlingen, dans le nord de l'Allemagne, sur lequel il avait récemment rédigé un projet d'article avec plusieurs collègues. Ce spécimen allemand fut découvert en 2005 lorsque le collectionneur de fossiles privé Hans-Dieter Macht trouve des vertèbres dans un chantier de construction. Macht informe le directeur du musée national d'histoire naturelle (en) de Brunswick, avant que les fouilles ne commencent. Le spécimen est alors exhumé en trois jours, les travaux de construction devant se poursuivre, avant d'être préparé et monté au musée, où il est depuis catalogué SNHM1284-R. Il s'agit d'un squelette partiel d'un individu subadulte qui comprend un toit crânien fragmentaire et une mandibule complète, ainsi que d'un squelette axial et une ceinture scapulaire partiellement préservés,. Le spécimen est alors attribué au genre Platypterygius dans un article publiée en 2008.
Historiquement, Platypterygius fut traité comme un taxon « fourre-tout » qui incluait plusieurs espèces non apparentés d'ichthyosaures ayant vécu durant le Crétacé,. Liston et Fischer reconnaissent que les spécimens seraient distincts des autres espèces classés dans ce genre, et qu'ils appartiendraient plutôt à un autre taxon. Après avoir déterminé que le premier spécimen de Speeton Clay est bien plus grand et probablement plus âgé que celui de Cremlingen, les auteurs décident d'en faire l'holotype de ce nouveau taxon, décision venant du fait que les spécimens immatures présentent souvent des caractéristiques absentes chez les adultes. Le spécimen de Cremlingen et le second spécimen de Speeton Clay sont quant à eux désignés en tant que paratypes. En 2012, une équipe de paléontologues dirigée par Fischer nomme officiellement ce nouveau genre et espèce Acamptonectes densus. Le nom générique dérive des mots en grec ancien άκαμπτος / ákamptos, « rigide » et νηκτός / nêktós, « plongeur » ou « nageur », le tout donnant « nageur rigide », tandis que l'épithète spécifique vient du latin et signifie « compact » ou « tassé ». Dans son intégralité, le nom scientifique fait référence aux os robustes et étroitement ajustés de l'os occipital et aux corps vertébraux, ou centra, qui sont étroitement imbriqués dans les vertèbres cervicales et dorsales,,. Dans la description originale, l'holotype GLAHM 132855 est incorrectement répertorié sous le catalogue GLAHM 132588.
Plusieurs os basioccipitaux, un étrier et un basisphénoïde provenant de la formation de Cambridge Greensand, en Angleterre, sont attribués sous le nom d’Acamptonectes sp. par Fischer et ses collègues en 2012. Cela laissait supposer qu’Acamptonectes serait l'unique ichthyosaure de la sous-famille des Ophthalmosaurinae connu d'Eurasie. Certains spécimens sont conservés au musée des sciences de la Terre de Sedgwick (en) de l'université de Cambridge, et plusieurs autres au Hunterian Museum et au musée d'histoire naturelle de Londres. Plusieurs os sont essentiellement identiques à ceux d’A. densus, tandis que d'autres diffèrent sur certains détails. Les os étant généralement de petite taille, leurs différences avec A. densus sont considérées comme liées soit à l'âge, soit à des changements évolutifs. Cependant, en 2014, Fischer et ses collègues identifient un basioccipital et un humérus appartenant à Ophthalmosaurus (ou à un autre ichthyosaure étroitement apparenté) dans des roches datant du Berriasien (soit entre 145 à 139,8 millions d'années) près de Nettleton, dans le Lincolnshire. Par conséquent, leur hypothèse initiale n'étant plus valable, Fischer et ses collègues reclassent les spécimens de Cambridge Greensand comme appartenant à des ophthalmosaurinés indéterminés, non identifiables au-delà du niveau de la sous-famille.
Un autre spécimen d'ichthyosaure connu d'Allemagne, ayant cette fois-ci été découvert à Hanovre, pourrait aussi être un Acamptonectes. Celui-ci fut désigné en 1909 par Ferdinand Broili comme l'holotype d'une nouvelle espèce d’Ichthyosaurus, I. brunsvicensis, notant néanmoins que son attribution générique est provisoire. Le spécimen décrit par Broili est constitué de restes incomplets d'une base du crâne et d'une interclavicule, tous détruits durant la Seconde Guerre mondiale. Christopher McGowan le considère comme un représentant de Platypterygius en 1972 et en 2003:27, 130, mais Fischer et ses collègues le classent sous le nom de cf. Acamptonectes en 2012. Ces derniers le trouvent similaire à ce taxon sur plusieurs points, mais différent également sur d'autres, suggérant que le spécimen aurait été un juvénile en raison de la taille et de la forme de sa base du crâne. Néanmoins, en raison de sa nature fragmentaire et désormais inaccessible, les auteurs considèrent l'espèce I. brunsvicensis comme un nomen dubium.

## Description

### Description simplifiée

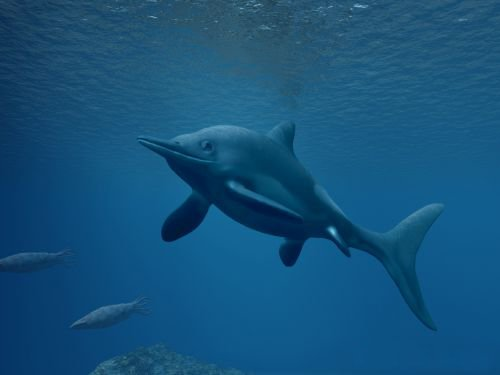
Reconstitution par Nobu Tamura.

Acamptonectes s'avère être un ichthyosaure plutôt petit, ayant une taille corporelle estimée à 3 m de long. Comme les autres membres de ce groupe, il possède un museau long et fin, de larges orbites et une nageoire caudale soutenue par des vertèbres dans sa moitié inférieure. Les ichthyosaures ressemblent superficiellement aux dauphins et disposent de palettes natatoires, la plupart d'entre eux possédant même des nageoires dorsales, à l'exception des taxons basaux,. Bien que la couleur d’Acamptonectes soit inconnue, au moins certains ichthyosaures peuvent avoir été uniformément de couleur foncée au cours de leur vivant, comme en témoigne la découverte de concentrations élevées de pigments de mélanine dans la peau préservée d'un ancien fossile d'un représentant du groupe. La morphologie d’Acamptonectes est similaire à celle des ophthalmosaurinés apparentés plus anciens, tels qu’Ophthalmosaurus et Mollesaurus (en). Les caractéristiques de l'humérus du paratype allemand témoignent de son immaturité. Cependant, l'humérus de ce spécimen ne présentant pas la texture rugueuse des diaphyses humérales des jeunes ichthyosaures, il est admis qu'il s'agit d'un subadulte. L'holotype et le second spécimen de Speeton Clay sont de grande taille par rapport aux autres membres de la famille élargie des Ophthalmosauridae, le premier cité étant vue comme un adulte en raison de la fusion importante de ses os, inclut au niveau de l'occiput et de la texture lisse de l'humérus.

### Crâne

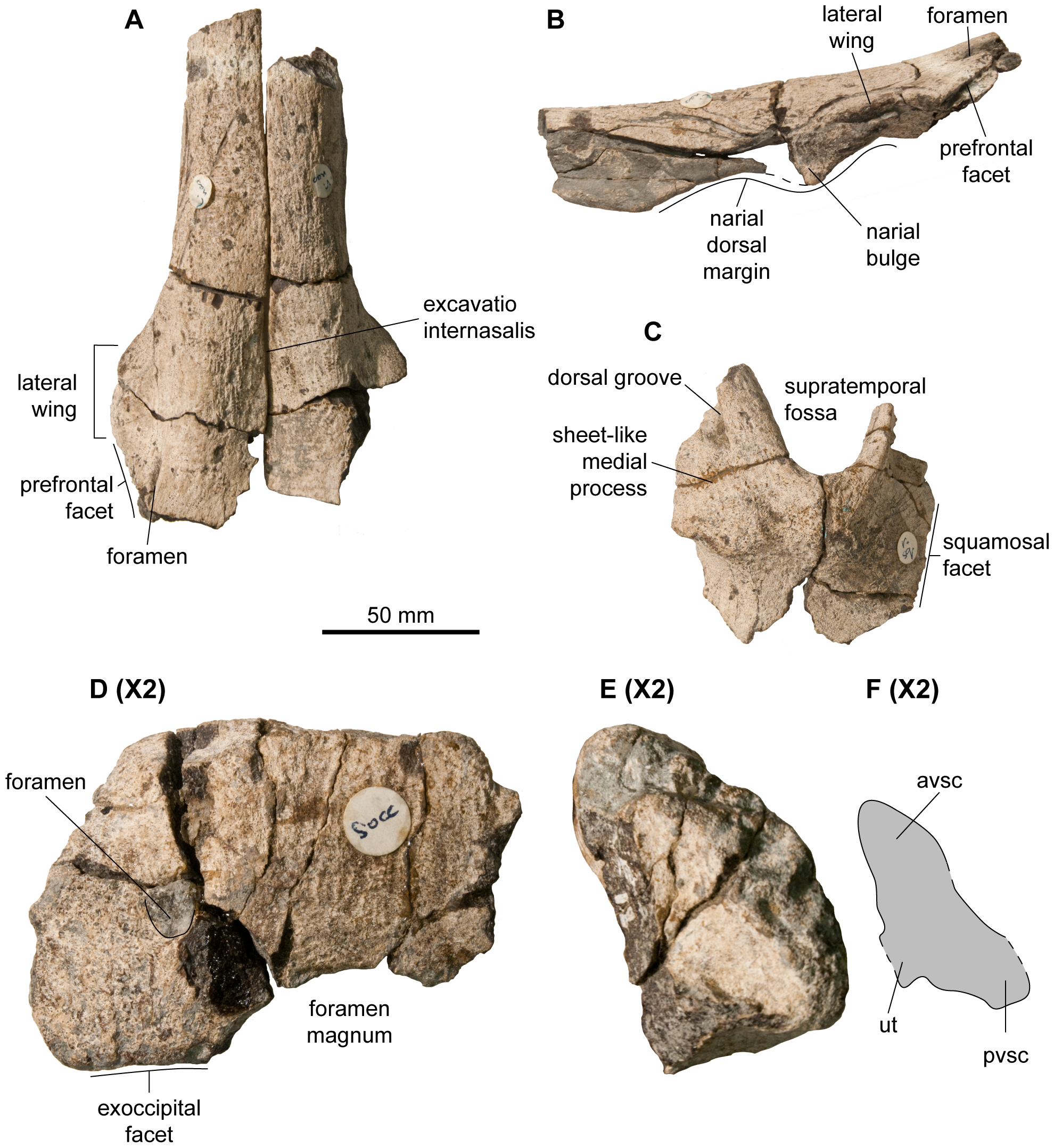
Os nasaux (A–B), os supratemporal (C), et l'os supraoccipital (D–F) de l'holotype.

Le museau d’Acamptonectes est allongé et extrêmement fin, ne mesurant que 45 mm de large devant les narines osseuses chez l'holotype. Il est également 0,044 fois plus profond que long, étant l'un des ratios les plus faibles parmi les ophthalmosauridés. Une grande partie du museau est formée par les prémaxillaires, qui forment la partie antérieure de la mâchoire supérieure. La fosse du prémaxillaire, un sillon parallèle à la rangée de dents présent dans la mâchoire supérieure, est profonde et continue, terminant par une série de foramens alignés. Derrière et au-dessus des prémaxillaires se trouvent les os nasaux, que l'holotype conserve en trois dimensions, documentant la forme de la face supérieure du museau. La partie arrière du nasal présente un renflement descendant similaire à celui de genres apparentés comme Ophthalmosaurus. Ce renflement donne naissance à une extension courte et robuste, semblable à une aile, qui forme un surplomb au-dessus de l'arrière de la narine osseuse. Cette caractéristique est également présente chez Ophthalmosaurus et Platypterygius australis. Le bord de ce surplomb est rugueux, indiquant qu'il s'agissait probablement du site d'attache d'une structure de tissus mous. La partie postérieure du toit crânien est incomplètement connue : la partie postérieure de l'os lacrymal, l'os postfrontal, l'os pariétal et des parties d'un os supratemporal forment les coins arrière du toit crânien. Une extension dirigée vers l'avant du supratemporal forme le bord postérieur interne de la fosse supratemporale, une ouverture du toit crânien située derrière les yeux. Le pariétal, qui aurait formé la marge interne de la fosse supratemporale, a une marge antérieure convexe qui aurait été emboîtée avec les os frontaux ou postfrontaux, qui ne sont pas conservés dans les spécimens connus,:20-22.

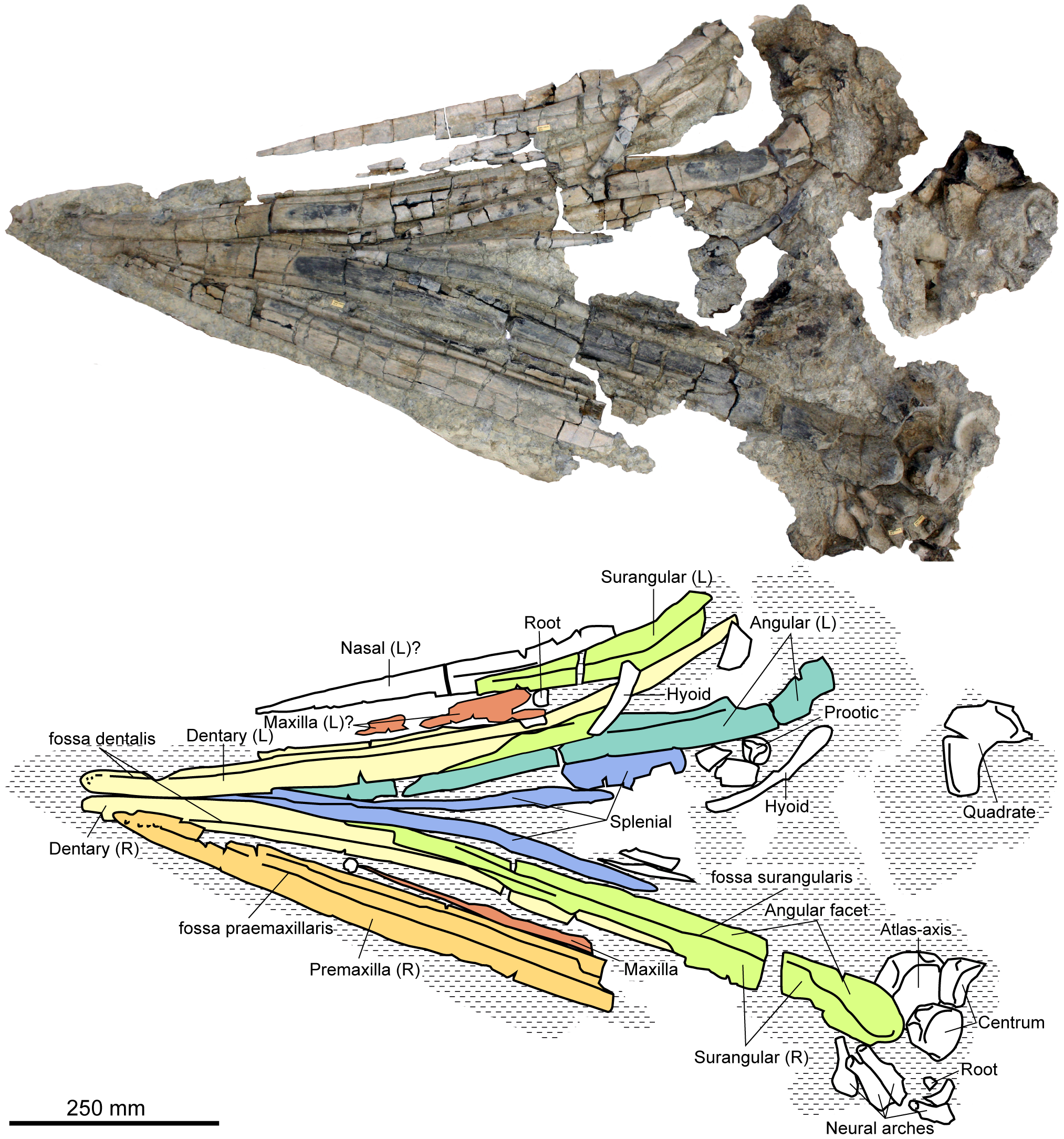
Vus de dessous du crâne et du cou partiel du paratype allemand, avec schéma interprétatif.

Vu de profil, l'os carré, relié à la mâchoire inférieure pour former l'articulation, est en forme de « C ». Chez le paratype allemand, deux os hyoïdes probables sont préservés, étant en forme de bâtonnet avec une extrémité en forme de spatule. L'étrier a une tige plus fine que chez tout autre ichthyosaure, la tête de cet os étant large et carrée. Ces caractéristiques sont considérées comme une autapomorphie, une caractéristique qui distingue le genre des taxons apparentés. Le basisphénoïde présente une crête bien développée sur sa face supérieure, ceci étant considéré comme une autre autapomorphie car cette surface est un large plateau plat chez d'autres espèces d'ichthyosaures. À son extrémité antérieure, le basisphénoïde est fusionné au parasphénoïde (un autre os situé dans la partie inférieure de la boîte crânienne), aucune suture n'étant visible,.
L'os supraoccipital, situé à l'arrière de la boîte crânienne, n'est que faiblement arqué et diffère ainsi de ceux de Platypterygius et de Baptanodon (en), adoptant forme de « U ». Sous le supraoccipital se trouvent les deux exoccipitaux, qui forment les côtés du foramen magnum (le canal de la moelle épinière). Plus bas se trouve le basioccipital, qui forme le plancher du foramen magnum. Le canal médian qui forme ce plancher est bordé de crêtes, lui donnant un aspect bilobé vu de dessus, étant également vue comme une autapomorphie du taxon. Sous le foramen magnum, le basioccipital forme le condyle occipital, qui se connecte à la première vertèbre du cou pour former l'articulation de la tête. Le condyle occipital est bien délimité du reste de l'os par une bande resserrée, contrairement à la plupart des autres ophthalmosauridés. Le condyle est arrondi et présente des anneaux de croissance visibles, comme chez les genres apparentés. Les opisthotiques, des os situés de part et d'autre du basioccipital, possèdent des prolongements appelés processus paroccipitaux, pointant vers l'arrière et le haut. Ces processus sont allongés et fins chez Acamptonectes et Ophthalmosaurus, mais courts et trapus chez d'autres ophthalmosauridés,.
L'os dentaire, qui constituent la partie principale de la mâchoire inférieure, est allongé, droit et a une extrémité antérieure émoussée. Cela contraste avec les extrémités courbées vers le bas et en forme de bec de certains ichthyosaures de la sous-famille des Platypterygiinae. Les os splénaux (en) s'élargissent en profondeur à l'arrière, formant le bord inférieur de la mandibule et une grande partie de sa surface médiane. Un sillon similaire à la fosse prémaxillaire de la mâchoire supérieure, appelé fosse dentaire, est parallèle au dentaire. Deux spécimens d’Acamptonectes ne présentent pas la surface supérieure en forme de « 3 » des os angulaires, typique des ophthalmosauridés. La surface de ces spécimens consiste en un simple sillon plat bordé de deux parois. Cependant, la forme en « 3 » étant présente chez le spécimen holotype, cette caractéristique a pu varier selon les individus ou les stades de croissance. L'os articulaire d'un spécimen est plus robuste que celui des autres ophthalmosauridés, qui sont presque aussi épais que longs. Les dents d’Acamptonectes ont des bases striées et des racines quadrangulaires, comme chez de nombreux ophthalmosauridés, mais elles ne sont pas carrées comme celles de Platypterygius. Certaines racines du paratype allemand présentent des puits de résorption, indiquant que ses dents étaient encore en croissance. La seule couronne dentaire complète connue est petite comparée à celles d’autres ophthalmosauridés, étant également fine et pointue, semblable aux dents de l'arrière de la mâchoire de Baptanodon. Les deux tiers inférieurs de la couronne présentent de subtiles crêtes longitudinales et est recouverts d'une texture grossière, néanmoins plus fine que celles d’Aegirosaurus (en) et de certains spécimens de Platypterygius. La base de la couronne est légèrement bulbeuse et presque lisse, contrairement à celle des autres ophthalmosauridés.

### Squelette postcrânien

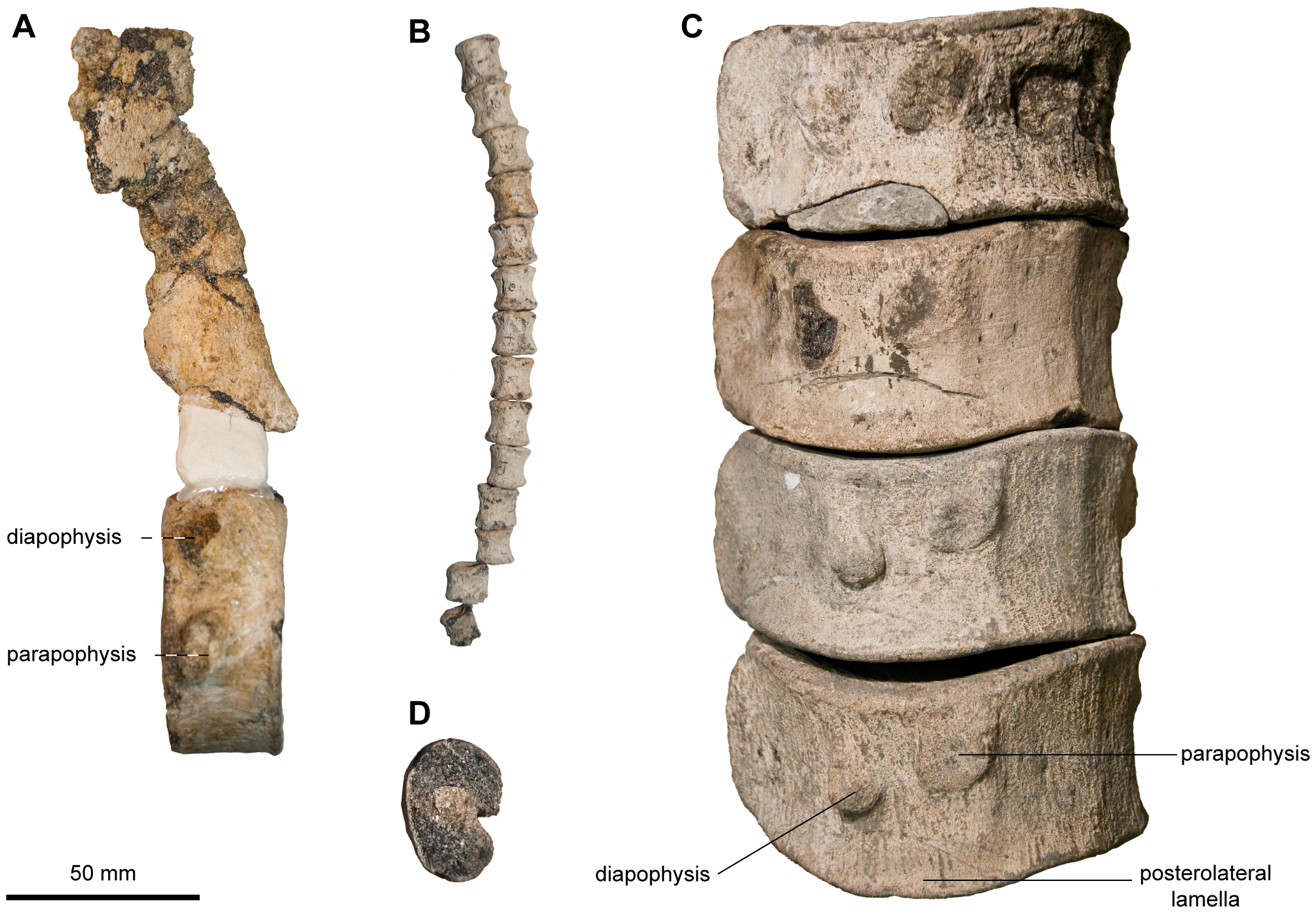
Caractéristiques vertébrales distinctives d’Acamptonectes : épine neurale proportionnellement grande dans une dorsale du paratype allemand (A), forme carrée des caudales dans le même spécimen (B), lamelles courbées dans les dorsales de l'holotype (C) et section transversale d'une côte de NHMUK R11185 (D), montrant la robustesse et une petite rainure.

Comme chez les autres ichthyosaures, les corps vertébraux (ou centra) d’Acamptonectes sont discoïdes et profondément concaves à leurs deux extrémités. Les processus (projections osseuses servant d'attaches aux muscles et aux côtes) qui en sortent sont considérablement réduits, ce qui est une adaptation à leur mode de vie entièrement aquatique. Chez Acamptonectes, les vertèbres cervicales antérieurs sont hauts et courts, et les vertèbres cervicaux et dorsaux suivants s'allongeant progressivement. Dans la colonne vertébrale dorsale postérieure, les corps vertébraux deviennent plus courts et plus hauts. Cette tendance culmine au niveau de la première vertèbre caudale, qui est 3,12 fois plus haute que longue. Les vertèbres caudales restantes deviennent à nouveau plus longues et plus basses. Ces derniers, qui constituent la nageoire, sont aussi longues que hautes, une caractéristique qui ne fut identifiée auparavant que chez P. platydactylus. L'axis et l'atlas, qui sont les deux premières vertèbres cervicales, sont fusionnées en un seul complexe large vu de l'arrière. Les vertèbres dorsales antérieures présentent des diapophyses (processus saillants auxquels s'attachent latéralement les côtes) fusionnées aux centra, une caractéristique partagée par plusieurs autres ophthalmosauridés. Les centra des vertèbres dorsales sont autapomorphes, étroitement imbriqués et dotés de larges lamelles postéro-latérales (crêtes bordant les faces postérieures des centra). Cet imbrication rigidifie la partie antérieure de la colonne vertébrale, conjuguée à l'occiput puissant du crâne. Une telle rigidification peut être observée chez d'autres ichthyosaures appartenant au groupe plus large des Thunnosauria, mais pas avec la même intensité que chez les Acamptonectes.
Les arcs neuraux des vertèbres présentent des pré-zygapophyses et post-zygapophyses (processus articulaires se projetant vers l'avant et vers l'arrière à partir du centrum) qui sont étroites, non fusionnées chez toutes les vertèbres. En revanche, chez P. hercynicus et Sveltonectes (en), ces processus sont appariés à l'avant de la colonne vertébrale. Les épines neurales sont de hauteur variable chez chaque spécimen, étant nettement plus longues chez certaines dorsales que chez d'autres, atteignant 1,25 fois la hauteur du plus grand corps vertébral. Ces longues épines pourraient être des extensions osseuses analogues aux processus extraneuraux, une rangée d'os située au-dessus du sommet des épines neurales, conservées chez deux spécimens juvéniles de Stenopterygius. La surface supérieure des épines neurales est souvent creusée, indiquant qu'elles furent recouvertes de cartilage. Les côtes se distinguent par leur robustesse et leur section transversale ronde, contrastant avec la section transversale en forme de « 8 » observée chez d'autres ichthyosaures thunnosauriens.

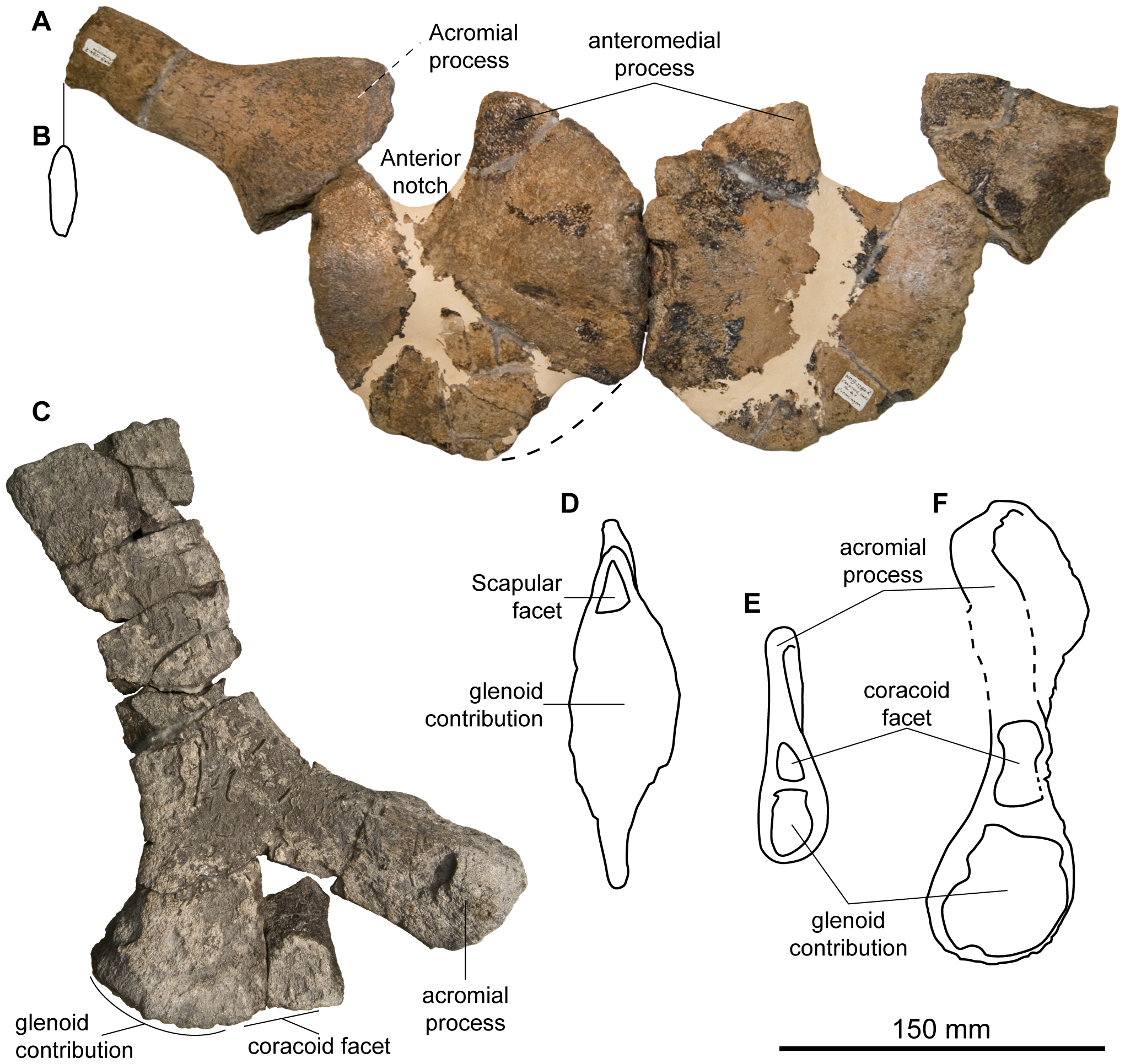
Os des ceintures scapulaires du paratype allemand et de l'holotype.

Le coracoïde est grossièrement hexagonal, contrastant avec la forme arrondie de celui de Platypterygius, bien que ses bords externes et médians sont droits et parallèles. Les surfaces supérieure et inférieure sont légèrement en forme de pagaie, et la surface médiane est en forme d'œil comme chez Ophthalmosaurus, bien qu'elle ne soit pas aussi épaisse que celles de Sveltonectes et P. australis. La surface médiane est incomplète et présente de profondes piqûres, indiquant la présence d'une épaisse couche de cartilage. À l'avant, le bord médian est fortement dévié vers l'extérieur, formant le bord rugueux d'un large processus en forme de feuillet similaire à celui d’Ophthalmosaurus. Ce processus est séparé de la facette scapulaire (articulation avec l'omoplate) par une encoche large et profonde, comme chez de nombreux spécimens d’Ophthalmosaurus. La facette scapulaire du coracoïde est petite, profondément creusée et triangulaire, tandis que la facette glénoïde (s'articulant avec l'humérus) est large et en forme d'œil. Ces facettes ne sont pas nettement séparées, contrairement à celles des Sveltonectes, où elles forment un angle de 100°. Le bord postérieur de la coracoïde est en forme de feuille et dépourvu d'encoche.
Comme le coracoïde, l'omoplate d’Acamptonectes est semblable à celle d’Ophthalmosaurus. Celui-ci est fortement comprimée latéralement, contrairement à celle de P. hercynicus, dont la tige est épaisse et en forme de bâtonnet. La partie inférieure de l'omoplate est élargie d'avant en arrière, formant une large surface articulaire rugueuse en forme de goutte, qui s'articule avec les facettes coracoïde et glénoïde. Elle présente un grand processus acromial plat en éventail à l'avant (relié à la clavicule), comme chez Ophthalmosaurus et P. americanus. La facette coracoïde de l'omoplate est triangulaire et en continuité avec la facette glénoïde, plus grande, comme chez Ophthalmosaurus, mais contrairement à P. australis. Les surfaces latérales et médianes du processus acromial sont légèrement concaves.

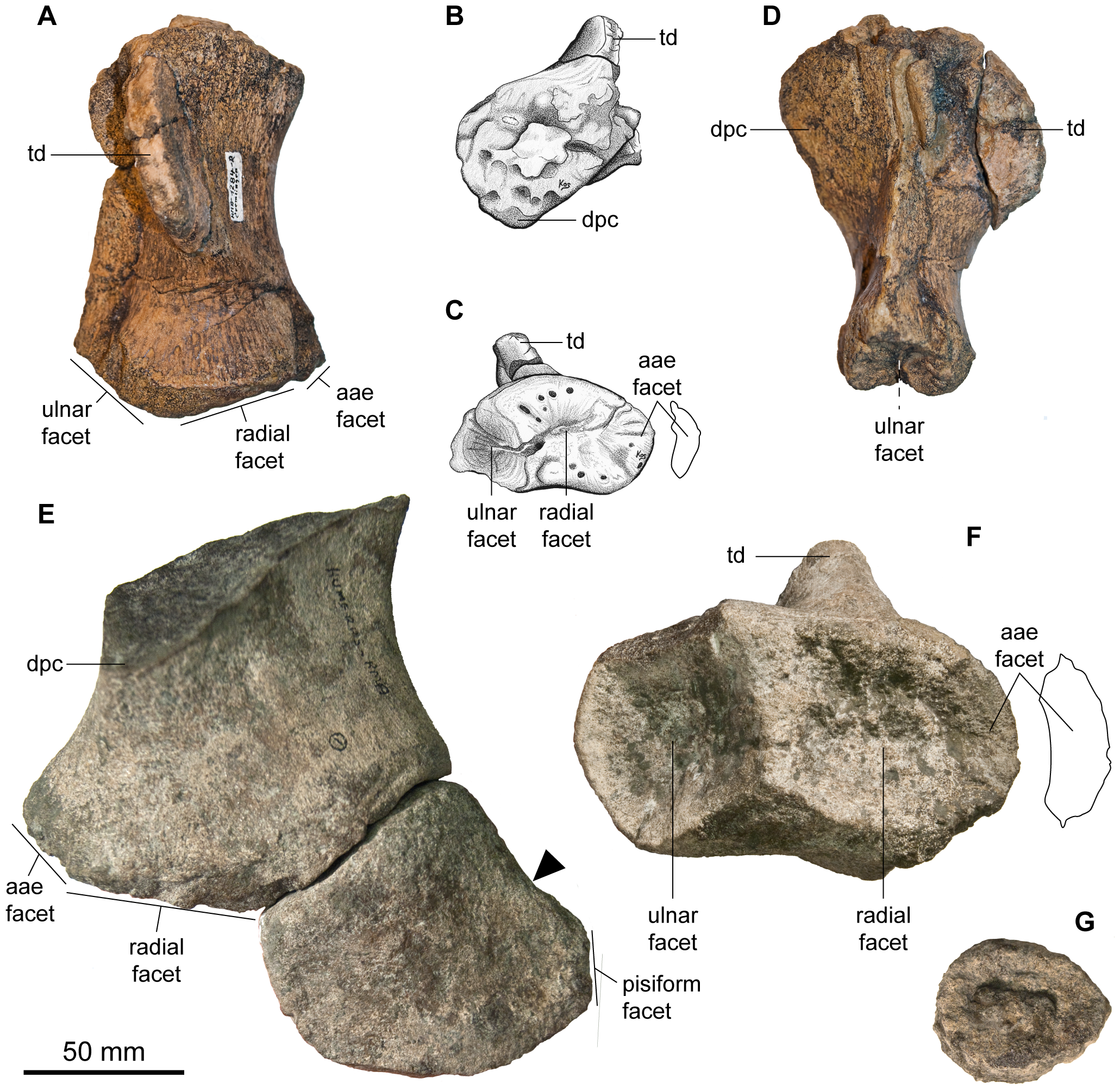
Éléments de nageoire antérieure venant du paratype allemand (A–D) et de l'holotype (E–G).

La crête deltopectorale (où le muscle deltoïde s'insère) sur la partie supérieure et antérieure de l'humérus est plus proéminente chez Acamptonectes que chez Ophthalmosaurus et Arthropterygius (en), mais moins que chez Sveltonectes et Platypterygius. De l'autre côté de l'humérus supérieur, le trochanter dorsalis (tubercule ou protubérance où les muscles s'insèrent) est haut et étroit, comme chez Sveltonectes et de nombreuses espèces de Platypterygius. L'humérus présente trois facettes sur sa face inférieure, dont une facette pour un os à l'avant et une facette déviée vers l'arrière pour le cubitus, également similaire à celle d’Ophthalmosaurus, et qui comporte cinq processus articulaires. La surface supérieure élargie qui s'articule avec l'humérus est légèrement concave et creusée, contrairement à celle d’Arthropterygius, chez laquelle la facette humérale du cubitus forme un processus pyramidal. La facette du radius est droite et de forme trapézoïdale, fusionnant avec celles de deux os du poignet, l'intermedium et le triquétrum. La facette du pisiforme, un autre os du poignet, est petite et triangulaire, située à l'arrière de la face inférieure du cubitus. Ce dernier a un bord postérieur concave. Les phalanges sont ovales, comme chez Ophthalmosaurus, Arthropterygius et certaines espèces de Brachypterygius. Ceux-ci s'amincissent en s'éloignant du corps, les bords des phalanges périphériques étant irréguliers et légèrement concaves.

## Classification

### Phylogénétique

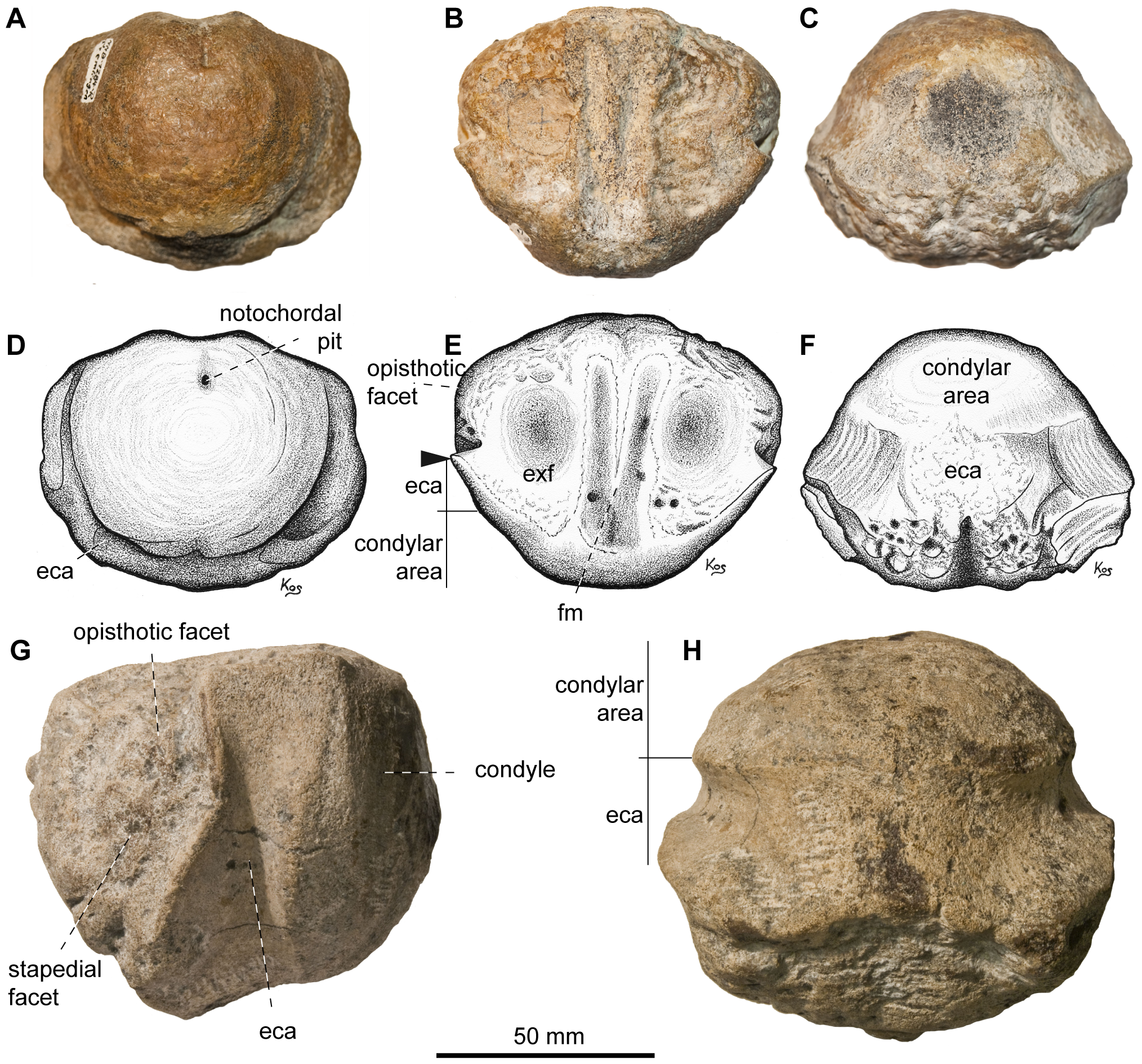
Os basioccipitaux des occipitaux du paratype allemand (A–F) et de l'holotype (G–H), la zone extracondylienne étant étiquetée eca.

Dans leur article publiée en 2012, Fischer et ses collègues classent Acamptonectes dans la famille des Ophthalmosauridae sur la base de plusieurs caractéristiques. Parmi celles-ci, on compte : la zone extracondylienne réduite (une bande osseuse entourant le condyle occipital), le trochanter dorsal de l'humérus qui est en forme de plaque, la présence d'une facette à l'extrémité inférieure de l'humérus pour une palette osseuse, et l'absence d'encoche dans ces dernières, considérée comme homoplasique (acquise indépendamment). Il est également constaté qu'il est plus étroitement apparenté aux autres ophthalmosauridés qu’Arthropterygius (en), notamment sur la base des grands processus des basiptérygoïdes (os situées à la base de la boîte crânienne), de l'absence de cheville sur le basioccipital et des grands trochanters du fémur.
Les relations au sein des Ophthalmosauridae furent toujours instables dans les analyses phylogénétiques en raison de la nature fragmentaire de nombreux spécimens de cette famille. De plus, de nombreux genres d'ophthalmosauridés sont connus à partir de spécimens uniques, et la suppression des taxons fragmentaires dégrade encore plus la résolution de ces mêmes analyses,,. Dans leur article de 2012, Fischer et ses collègues permet de découvrir deux nouveaux clades au sein des Ophthalmosauridae : les Ophthalmosaurinae et les Platypterygiinae, dont l'existence est depuis longtemps suspectée par les chercheurs sur les ichthyosaures (Maxim Arkhangelsky ayant nommé les clades en tant que sous-familles dès 2001), mais qui n’ont pas encore été solidement étayée par les résultats des analyses phylogénétiques. Toujours dans leur article, Fischer et ses collègues placent Acamptonectes dans le premier clade cité, bien que son placement représente une inversion secondaire de la seule caractéristique unificatrice du groupe : une encoche sur le bas du basioccipital.

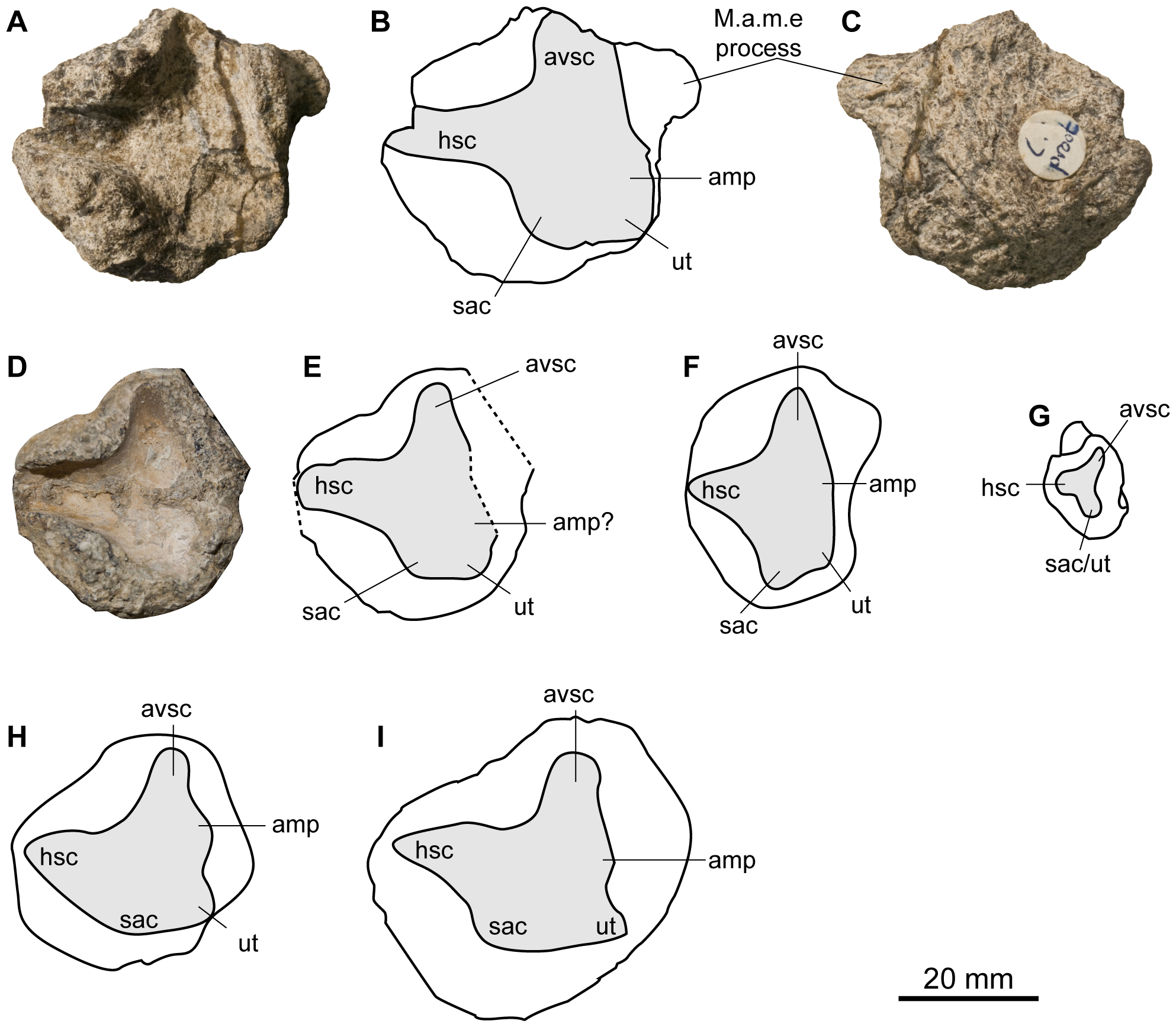
Os prootique gauche de deux spécimens d’Acamptonectes (A–E) comparé à ceux d'autres ophthalmosauridés (F–I).

Au sein des Ophthalmosaurinae, diverses positions sont attribuées à Acamptonectes en raison des mêmes problèmes. En 2012, Fischer et ses collègues constatent qu'il se regroupent plus étroitement avec "Ophthalmosaurus" natans, Ophthalmosaurus icenicus et Mollesaurus (en) étant successivement moins apparentés. La parenté avec "O." natans se forme en raison de la présence réduite de stries sur les dents, bien que Fischer et ses collègues indiquent que cette caractéristique est homoplasique et le jugent donc comme pas suffisante pour ressusciter le nom de genre Baptanodon (en), tel que précédemment utilisé pour "O." natans. En 2013, les mêmes auteurs récupèrent le même arrangement dans une analyse dérivée pour la description de Malawania, comme le fait Nikolay Zverkov et ses collègues dans une analyse de 2015 axée sur Grendelius (en), bien qu'avec un clade composé de Cryopterygius, Undorosaurus (en) et Paraophthalmosaurus (en) jugée comme étants plus proche d’Acamptonectes que de Mollesaurus. Arkhangelsky et Zverkov ont d'ailleurs précédemment récupéré toutes ces espèces à l'exception de Mollesaurus dans une polytomie en 2014. Une analyse de 2019 réalisée par Zverkov et Vladimir Efimov révèle un arrangement similaire, dans lequel les positions de Mollesaurus et d’Acamptonectes sont échangées, ce qui a également été trouvé dans une autre analyse mené la même année par Zverkov et Natalya Prilepskaya, ainsi que dans la description d'un nouveau spécimen de Muiscasaurus (en) par María Páramo-Fonseca et ses collègues en 2020, dans laquelle ce dernier est vue comme le plus proche parent de ces espèces. Dans leur description de 2020 d’Acuetzpalin (en), Jair Barrientos-Lara et Jesús Alvarado-Ortega trouve que "O." natans et O. icenicus forment un clade à l'exclusion de Mollesaurus puis d’Acamptonectes, position également récupéré par Megan Jacobs et David Martill dans leur description de Thalassodraco (en) la même année.
En 2014, lors de la description de Janusaurus (en) menée par Aubrey Roberts et ses collègues, une analyse révèle qu’Acamptonectes serait le taxon frère d'un clade composé d'O. icenicus et de Leninia (en), qui constituent collectivement une branche des Ophthalmosaurinae. Le même arrangement est retrouvé par une analyse de 2017, au sein de la description de Keilhauia (en) menée par Lene Delsett et ses collègues. En 2019, une autre analyse des mêmes auteurs trouve Acamptonectes comme étant plus proche de Janusaurus, Keilhauia et Palvennia (en) que de Paraophthalmosaurus, "O." natans (comme Baptanodon), O. icenicus ou Gengasaurus dans l'ordre successif de proximité de la base des Ophthalmosaurinae. Cependant, dans chaque cas, le support de Bremer (une mesure de la probabilité de l'arrangement d'un arbre phylogénétique par rapport aux alternatives) des groupements s'avère faible,,.
D'autres analyses récupèrent également Acamptonectes dans des polytomies non résolues. Lors de la description de Muiscasaurus en 2016, Erin Maxwell et ses collègues placent O. icenicus, "O." natans, Undorosaurus et Acamptonectes dans une polytomie à la base des Ophthalmosauridae. Contrairement à la plupart des analyses, les auteurs ne trouvent pas d'ophthalmosaurinés distincts. Également en 2016, Fischer et ses collègues découvrent que les Ophthalmosaurinae sont constitués de Mollesaurus comme taxon frère d'une polytomie comprenant O. icenicus, "O." natans, Leninia, Acamptonectes et un groupe contenant Cryopterygius, Janusaurus et Palvennia. En 2019, Maxwell, Dirley Cortés, Pedro Patarroyo et Parra Ruge récupérent un Ophthalmosauridae mal résolu contenant Acamptonectes dans une grande polytomie. Dans leur description de 2020 d’Arthropterygius thalassonotus, Lisandro Campos et ses collègues placent Acamptonectes dans une polytomie avec O. icenicus, Leninia et Athabascasaurus (en), qui forment le groupe frère d'un clade comprenant Keilhauia et Undorosaurus. Toujours dans cette étude, la base des Ophthalmosaurinae est formée par une polytomie de ces espèces, ainsi que de Baptanodon et Gengasaurus.

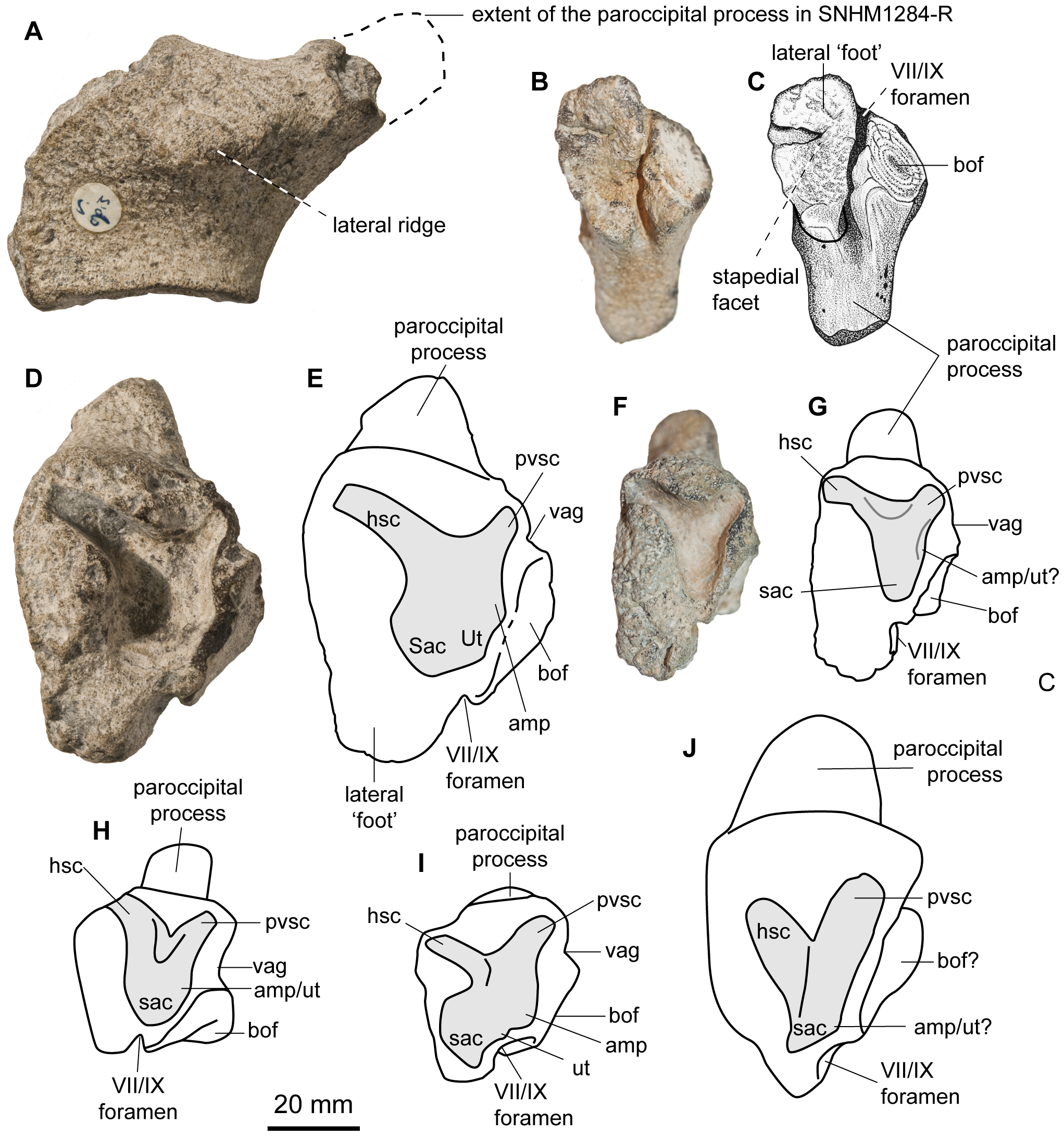
Opisthotiques droits de trois spécimens d’Acamptonectes (A–G) comparés à ceux d'autres ophthalmosauridés (H–J).

Ci-dessous, un cladogramme montrant la position d’Acamptonectes parmi les Ophthalmosauridae d'après Páramo-Fonseca et al., 2020 :
|  | Gengasaurus nicosiai (en)               |
|  |                                         |
|  | Paraophthalmosaurus saveljeviensis (en) |
|  |                                         |
|  | Nannopterygius enthekiodon (en)         |
|  |                                         |

|  | Arthropterygius volgensis                                                                                   |
|  | |
|  | Arthropterygius? lundi (Janusaurus (en))                                                                    |
|  | |
|  | \| \| Arthropterygius? hoybolgerti (Palvennia (en)) \| \| \| \| \| \| Arthropterygius chrisorum \| \| \| \| |
|  | |
|  | Arthropterygius? hoybolgerti (Palvennia (en))                                                               |
|  | |
|  | Arthropterygius chrisorum                                                                                   |
|  | |

|  | Arthropterygius? hoybolgerti (Palvennia (en)) |
|  |                                               |
|  | Arthropterygius chrisorum                     |
|  |                                               |

|  | Ophthalmosaurus icenicus                                                                                  |
|  | |
|  | \| \| Mollesaurus periallus (en) \| \| \| \| \| \| "Ophthalmosaurus" natans (Baptanodon (en)) \| \| \| \| |
|  | |
|  | Mollesaurus periallus (en)                                                                                |
|  | |
|  | "Ophthalmosaurus" natans (Baptanodon (en))                                                                |
|  | |

|  | Mollesaurus periallus (en)                 |
|  |                                            |
|  | "Ophthalmosaurus" natans (Baptanodon (en)) |
|  |                                            |

|  | Ophthalmosaurus icenicus                                                                                  |
|  | |
|  | \| \| Mollesaurus periallus (en) \| \| \| \| \| \| "Ophthalmosaurus" natans (Baptanodon (en)) \| \| \| \| |
|  | |
|  | Mollesaurus periallus (en)                                                                                |
|  | |
|  | "Ophthalmosaurus" natans (Baptanodon (en))                                                                |
|  | |

|  | Mollesaurus periallus (en)                 |
|  |                                            |
|  | "Ophthalmosaurus" natans (Baptanodon (en)) |
|  |                                            |

|  | Ophthalmosaurus icenicus                                                                                  |
|  | |
|  | \| \| Mollesaurus periallus (en) \| \| \| \| \| \| "Ophthalmosaurus" natans (Baptanodon (en)) \| \| \| \| |
|  | |
|  | Mollesaurus periallus (en)                                                                                |
|  | |
|  | "Ophthalmosaurus" natans (Baptanodon (en))                                                                |
|  | |

|  | Mollesaurus periallus (en)                 |
|  |                                            |
|  | "Ophthalmosaurus" natans (Baptanodon (en)) |
|  |                                            |

|  | Ophthalmosaurus icenicus                                                                                  |
|  | |
|  | \| \| Mollesaurus periallus (en) \| \| \| \| \| \| "Ophthalmosaurus" natans (Baptanodon (en)) \| \| \| \| |
|  | |
|  | Mollesaurus periallus (en)                                                                                |
|  | |
|  | "Ophthalmosaurus" natans (Baptanodon (en))                                                                |
|  | |

|  | Mollesaurus periallus (en)                 |
|  |                                            |
|  | "Ophthalmosaurus" natans (Baptanodon (en)) |
|  |                                            |

|  | Ophthalmosaurus icenicus                                                                                  |
|  | |
|  | \| \| Mollesaurus periallus (en) \| \| \| \| \| \| "Ophthalmosaurus" natans (Baptanodon (en)) \| \| \| \| |
|  | |
|  | Mollesaurus periallus (en)                                                                                |
|  | |
|  | "Ophthalmosaurus" natans (Baptanodon (en))                                                                |
|  | |

|  | Mollesaurus periallus (en)                 |
|  |                                            |
|  | "Ophthalmosaurus" natans (Baptanodon (en)) |
|  |                                            |

|  | Ophthalmosaurus icenicus                                                                                  |
|  | |
|  | \| \| Mollesaurus periallus (en) \| \| \| \| \| \| "Ophthalmosaurus" natans (Baptanodon (en)) \| \| \| \| |
|  | |
|  | Mollesaurus periallus (en)                                                                                |
|  | |
|  | "Ophthalmosaurus" natans (Baptanodon (en))                                                                |
|  | |

|  | Mollesaurus periallus (en)                 |
|  |                                            |
|  | "Ophthalmosaurus" natans (Baptanodon (en)) |
|  |                                            |

|  | Ophthalmosaurus icenicus                                                                                  |
|  | |
|  | \| \| Mollesaurus periallus (en) \| \| \| \| \| \| "Ophthalmosaurus" natans (Baptanodon (en)) \| \| \| \| |
|  | |
|  | Mollesaurus periallus (en)                                                                                |
|  | |
|  | "Ophthalmosaurus" natans (Baptanodon (en))                                                                |
|  | |

|  | Mollesaurus periallus (en)                 |
|  |                                            |
|  | "Ophthalmosaurus" natans (Baptanodon (en)) |
|  |                                            |

|  | Ophthalmosaurus icenicus                                                                                  |
|  | |
|  | \| \| Mollesaurus periallus (en) \| \| \| \| \| \| "Ophthalmosaurus" natans (Baptanodon (en)) \| \| \| \| |
|  | |
|  | Mollesaurus periallus (en)                                                                                |
|  | |
|  | "Ophthalmosaurus" natans (Baptanodon (en))                                                                |
|  | |

|  | Mollesaurus periallus (en)                 |
|  |                                            |
|  | "Ophthalmosaurus" natans (Baptanodon (en)) |
|  |                                            |

|  | Arthropterygius volgensis                                                                                   |
|  | |
|  | Arthropterygius? lundi (Janusaurus (en))                                                                    |
|  | |
|  | \| \| Arthropterygius? hoybolgerti (Palvennia (en)) \| \| \| \| \| \| Arthropterygius chrisorum \| \| \| \| |
|  | |
|  | Arthropterygius? hoybolgerti (Palvennia (en))                                                               |
|  | |
|  | Arthropterygius chrisorum                                                                                   |
|  | |

|  | Arthropterygius? hoybolgerti (Palvennia (en)) |
|  |                                               |
|  | Arthropterygius chrisorum                     |
|  |                                               |

|  | Ophthalmosaurus icenicus                                                                                  |
|  | |
|  | \| \| Mollesaurus periallus (en) \| \| \| \| \| \| "Ophthalmosaurus" natans (Baptanodon (en)) \| \| \| \| |
|  | |
|  | Mollesaurus periallus (en)                                                                                |
|  | |
|  | "Ophthalmosaurus" natans (Baptanodon (en))                                                                |
|  | |

|  | Mollesaurus periallus (en)                 |
|  |                                            |
|  | "Ophthalmosaurus" natans (Baptanodon (en)) |
|  |                                            |

|  | Ophthalmosaurus icenicus                                                                                  |
|  | |
|  | \| \| Mollesaurus periallus (en) \| \| \| \| \| \| "Ophthalmosaurus" natans (Baptanodon (en)) \| \| \| \| |
|  | |
|  | Mollesaurus periallus (en)                                                                                |
|  | |
|  | "Ophthalmosaurus" natans (Baptanodon (en))                                                                |
|  | |

|  | Mollesaurus periallus (en)                 |
|  |                                            |
|  | "Ophthalmosaurus" natans (Baptanodon (en)) |
|  |                                            |

|  | Ophthalmosaurus icenicus                                                                                  |
|  | |
|  | \| \| Mollesaurus periallus (en) \| \| \| \| \| \| "Ophthalmosaurus" natans (Baptanodon (en)) \| \| \| \| |
|  | |
|  | Mollesaurus periallus (en)                                                                                |
|  | |
|  | "Ophthalmosaurus" natans (Baptanodon (en))                                                                |
|  | |

|  | Mollesaurus periallus (en)                 |
|  |                                            |
|  | "Ophthalmosaurus" natans (Baptanodon (en)) |
|  |                                            |

|  | Ophthalmosaurus icenicus                                                                                  |
|  | |
|  | \| \| Mollesaurus periallus (en) \| \| \| \| \| \| "Ophthalmosaurus" natans (Baptanodon (en)) \| \| \| \| |
|  | |
|  | Mollesaurus periallus (en)                                                                                |
|  | |
|  | "Ophthalmosaurus" natans (Baptanodon (en))                                                                |
|  | |

|  | Mollesaurus periallus (en)                 |
|  |                                            |
|  | "Ophthalmosaurus" natans (Baptanodon (en)) |
|  |                                            |

|  | Ophthalmosaurus icenicus                                                                                  |
|  | |
|  | \| \| Mollesaurus periallus (en) \| \| \| \| \| \| "Ophthalmosaurus" natans (Baptanodon (en)) \| \| \| \| |
|  | |
|  | Mollesaurus periallus (en)                                                                                |
|  | |
|  | "Ophthalmosaurus" natans (Baptanodon (en))                                                                |
|  | |

|  | Mollesaurus periallus (en)                 |
|  |                                            |
|  | "Ophthalmosaurus" natans (Baptanodon (en)) |
|  |                                            |

|  | Ophthalmosaurus icenicus                                                                                  |
|  | |
|  | \| \| Mollesaurus periallus (en) \| \| \| \| \| \| "Ophthalmosaurus" natans (Baptanodon (en)) \| \| \| \| |
|  | |
|  | Mollesaurus periallus (en)                                                                                |
|  | |
|  | "Ophthalmosaurus" natans (Baptanodon (en))                                                                |
|  | |

|  | Mollesaurus periallus (en)                 |
|  |                                            |
|  | "Ophthalmosaurus" natans (Baptanodon (en)) |
|  |                                            |

|  | Ophthalmosaurus icenicus                                                                                  |
|  | |
|  | \| \| Mollesaurus periallus (en) \| \| \| \| \| \| "Ophthalmosaurus" natans (Baptanodon (en)) \| \| \| \| |
|  | |
|  | Mollesaurus periallus (en)                                                                                |
|  | |
|  | "Ophthalmosaurus" natans (Baptanodon (en))                                                                |
|  | |

|  | Mollesaurus periallus (en)                 |
|  |                                            |
|  | "Ophthalmosaurus" natans (Baptanodon (en)) |
|  |                                            |

|  | Ophthalmosaurus icenicus                                                                                  |
|  | |
|  | \| \| Mollesaurus periallus (en) \| \| \| \| \| \| "Ophthalmosaurus" natans (Baptanodon (en)) \| \| \| \| |
|  | |
|  | Mollesaurus periallus (en)                                                                                |
|  | |
|  | "Ophthalmosaurus" natans (Baptanodon (en))                                                                |
|  | |

|  | Mollesaurus periallus (en)                 |
|  |                                            |
|  | "Ophthalmosaurus" natans (Baptanodon (en)) |
|  |                                            |

|  | Gengasaurus nicosiai (en)               |
|  |                                         |
|  | Paraophthalmosaurus saveljeviensis (en) |
|  |                                         |
|  | Nannopterygius enthekiodon (en)         |
|  |                                         |

|  | Arthropterygius volgensis                                                                                   |
|  | |
|  | Arthropterygius? lundi (Janusaurus (en))                                                                    |
|  | |
|  | \| \| Arthropterygius? hoybolgerti (Palvennia (en)) \| \| \| \| \| \| Arthropterygius chrisorum \| \| \| \| |
|  | |
|  | Arthropterygius? hoybolgerti (Palvennia (en))                                                               |
|  | |
|  | Arthropterygius chrisorum                                                                                   |
|  | |

|  | Arthropterygius? hoybolgerti (Palvennia (en)) |
|  |                                               |
|  | Arthropterygius chrisorum                     |
|  |                                               |

|  | Ophthalmosaurus icenicus                                                                                  |
|  | |
|  | \| \| Mollesaurus periallus (en) \| \| \| \| \| \| "Ophthalmosaurus" natans (Baptanodon (en)) \| \| \| \| |
|  | |
|  | Mollesaurus periallus (en)                                                                                |
|  | |
|  | "Ophthalmosaurus" natans (Baptanodon (en))                                                                |
|  | |

|  | Mollesaurus periallus (en)                 |
|  |                                            |
|  | "Ophthalmosaurus" natans (Baptanodon (en)) |
|  |                                            |

|  | Ophthalmosaurus icenicus                                                                                  |
|  | |
|  | \| \| Mollesaurus periallus (en) \| \| \| \| \| \| "Ophthalmosaurus" natans (Baptanodon (en)) \| \| \| \| |
|  | |
|  | Mollesaurus periallus (en)                                                                                |
|  | |
|  | "Ophthalmosaurus" natans (Baptanodon (en))                                                                |
|  | |

|  | Mollesaurus periallus (en)                 |
|  |                                            |
|  | "Ophthalmosaurus" natans (Baptanodon (en)) |
|  |                                            |

|  | Ophthalmosaurus icenicus                                                                                  |
|  | |
|  | \| \| Mollesaurus periallus (en) \| \| \| \| \| \| "Ophthalmosaurus" natans (Baptanodon (en)) \| \| \| \| |
|  | |
|  | Mollesaurus periallus (en)                                                                                |
|  | |
|  | "Ophthalmosaurus" natans (Baptanodon (en))                                                                |
|  | |

|  | Mollesaurus periallus (en)                 |
|  |                                            |
|  | "Ophthalmosaurus" natans (Baptanodon (en)) |
|  |                                            |

|  | Ophthalmosaurus icenicus                                                                                  |
|  | |
|  | \| \| Mollesaurus periallus (en) \| \| \| \| \| \| "Ophthalmosaurus" natans (Baptanodon (en)) \| \| \| \| |
|  | |
|  | Mollesaurus periallus (en)                                                                                |
|  | |
|  | "Ophthalmosaurus" natans (Baptanodon (en))                                                                |
|  | |

|  | Mollesaurus periallus (en)                 |
|  |                                            |
|  | "Ophthalmosaurus" natans (Baptanodon (en)) |
|  |                                            |

|  | Ophthalmosaurus icenicus                                                                                  |
|  | |
|  | \| \| Mollesaurus periallus (en) \| \| \| \| \| \| "Ophthalmosaurus" natans (Baptanodon (en)) \| \| \| \| |
|  | |
|  | Mollesaurus periallus (en)                                                                                |
|  | |
|  | "Ophthalmosaurus" natans (Baptanodon (en))                                                                |
|  | |

|  | Mollesaurus periallus (en)                 |
|  |                                            |
|  | "Ophthalmosaurus" natans (Baptanodon (en)) |
|  |                                            |

|  | Ophthalmosaurus icenicus                                                                                  |
|  | |
|  | \| \| Mollesaurus periallus (en) \| \| \| \| \| \| "Ophthalmosaurus" natans (Baptanodon (en)) \| \| \| \| |
|  | |
|  | Mollesaurus periallus (en)                                                                                |
|  | |
|  | "Ophthalmosaurus" natans (Baptanodon (en))                                                                |
|  | |

|  | Mollesaurus periallus (en)                 |
|  |                                            |
|  | "Ophthalmosaurus" natans (Baptanodon (en)) |
|  |                                            |

|  | Ophthalmosaurus icenicus                                                                                  |
|  | |
|  | \| \| Mollesaurus periallus (en) \| \| \| \| \| \| "Ophthalmosaurus" natans (Baptanodon (en)) \| \| \| \| |
|  | |
|  | Mollesaurus periallus (en)                                                                                |
|  | |
|  | "Ophthalmosaurus" natans (Baptanodon (en))                                                                |
|  | |

|  | Mollesaurus periallus (en)                 |
|  |                                            |
|  | "Ophthalmosaurus" natans (Baptanodon (en)) |
|  |                                            |

|  | Ophthalmosaurus icenicus                                                                                  |
|  | |
|  | \| \| Mollesaurus periallus (en) \| \| \| \| \| \| "Ophthalmosaurus" natans (Baptanodon (en)) \| \| \| \| |
|  | |
|  | Mollesaurus periallus (en)                                                                                |
|  | |
|  | "Ophthalmosaurus" natans (Baptanodon (en))                                                                |
|  | |

|  | Mollesaurus periallus (en)                 |
|  |                                            |
|  | "Ophthalmosaurus" natans (Baptanodon (en)) |
|  |                                            |

|  | Arthropterygius volgensis                                                                                   |
|  | |
|  | Arthropterygius? lundi (Janusaurus (en))                                                                    |
|  | |
|  | \| \| Arthropterygius? hoybolgerti (Palvennia (en)) \| \| \| \| \| \| Arthropterygius chrisorum \| \| \| \| |
|  | |
|  | Arthropterygius? hoybolgerti (Palvennia (en))                                                               |
|  | |
|  | Arthropterygius chrisorum                                                                                   |
|  | |

|  | Arthropterygius? hoybolgerti (Palvennia (en)) |
|  |                                               |
|  | Arthropterygius chrisorum                     |
|  |                                               |

|  | Ophthalmosaurus icenicus                                                                                  |
|  | |
|  | \| \| Mollesaurus periallus (en) \| \| \| \| \| \| "Ophthalmosaurus" natans (Baptanodon (en)) \| \| \| \| |
|  | |
|  | Mollesaurus periallus (en)                                                                                |
|  | |
|  | "Ophthalmosaurus" natans (Baptanodon (en))                                                                |
|  | |

|  | Mollesaurus periallus (en)                 |
|  |                                            |
|  | "Ophthalmosaurus" natans (Baptanodon (en)) |
|  |                                            |

|  | Ophthalmosaurus icenicus                                                                                  |
|  | |
|  | \| \| Mollesaurus periallus (en) \| \| \| \| \| \| "Ophthalmosaurus" natans (Baptanodon (en)) \| \| \| \| |
|  | |
|  | Mollesaurus periallus (en)                                                                                |
|  | |
|  | "Ophthalmosaurus" natans (Baptanodon (en))                                                                |
|  | |

|  | Mollesaurus periallus (en)                 |
|  |                                            |
|  | "Ophthalmosaurus" natans (Baptanodon (en)) |
|  |                                            |

|  | Ophthalmosaurus icenicus                                                                                  |
|  | |
|  | \| \| Mollesaurus periallus (en) \| \| \| \| \| \| "Ophthalmosaurus" natans (Baptanodon (en)) \| \| \| \| |
|  | |
|  | Mollesaurus periallus (en)                                                                                |
|  | |
|  | "Ophthalmosaurus" natans (Baptanodon (en))                                                                |
|  | |

|  | Mollesaurus periallus (en)                 |
|  |                                            |
|  | "Ophthalmosaurus" natans (Baptanodon (en)) |
|  |                                            |

|  | Ophthalmosaurus icenicus                                                                                  |
|  | |
|  | \| \| Mollesaurus periallus (en) \| \| \| \| \| \| "Ophthalmosaurus" natans (Baptanodon (en)) \| \| \| \| |
|  | |
|  | Mollesaurus periallus (en)                                                                                |
|  | |
|  | "Ophthalmosaurus" natans (Baptanodon (en))                                                                |
|  | |

|  | Mollesaurus periallus (en)                 |
|  |                                            |
|  | "Ophthalmosaurus" natans (Baptanodon (en)) |
|  |                                            |

|  | Ophthalmosaurus icenicus                                                                                  |
|  | |
|  | \| \| Mollesaurus periallus (en) \| \| \| \| \| \| "Ophthalmosaurus" natans (Baptanodon (en)) \| \| \| \| |
|  | |
|  | Mollesaurus periallus (en)                                                                                |
|  | |
|  | "Ophthalmosaurus" natans (Baptanodon (en))                                                                |
|  | |

|  | Mollesaurus periallus (en)                 |
|  |                                            |
|  | "Ophthalmosaurus" natans (Baptanodon (en)) |
|  |                                            |

|  | Ophthalmosaurus icenicus                                                                                  |
|  | |
|  | \| \| Mollesaurus periallus (en) \| \| \| \| \| \| "Ophthalmosaurus" natans (Baptanodon (en)) \| \| \| \| |
|  | |
|  | Mollesaurus periallus (en)                                                                                |
|  | |
|  | "Ophthalmosaurus" natans (Baptanodon (en))                                                                |
|  | |

|  | Mollesaurus periallus (en)                 |
|  |                                            |
|  | "Ophthalmosaurus" natans (Baptanodon (en)) |
|  |                                            |

|  | Ophthalmosaurus icenicus                                                                                  |
|  | |
|  | \| \| Mollesaurus periallus (en) \| \| \| \| \| \| "Ophthalmosaurus" natans (Baptanodon (en)) \| \| \| \| |
|  | |
|  | Mollesaurus periallus (en)                                                                                |
|  | |
|  | "Ophthalmosaurus" natans (Baptanodon (en))                                                                |
|  | |

|  | Mollesaurus periallus (en)                 |
|  |                                            |
|  | "Ophthalmosaurus" natans (Baptanodon (en)) |
|  |                                            |

|  | Ophthalmosaurus icenicus                                                                                  |
|  | |
|  | \| \| Mollesaurus periallus (en) \| \| \| \| \| \| "Ophthalmosaurus" natans (Baptanodon (en)) \| \| \| \| |
|  | |
|  | Mollesaurus periallus (en)                                                                                |
|  | |
|  | "Ophthalmosaurus" natans (Baptanodon (en))                                                                |
|  | |

|  | Mollesaurus periallus (en)                 |
|  |                                            |
|  | "Ophthalmosaurus" natans (Baptanodon (en)) |
|  |                                            |

### Paléobiogéographie

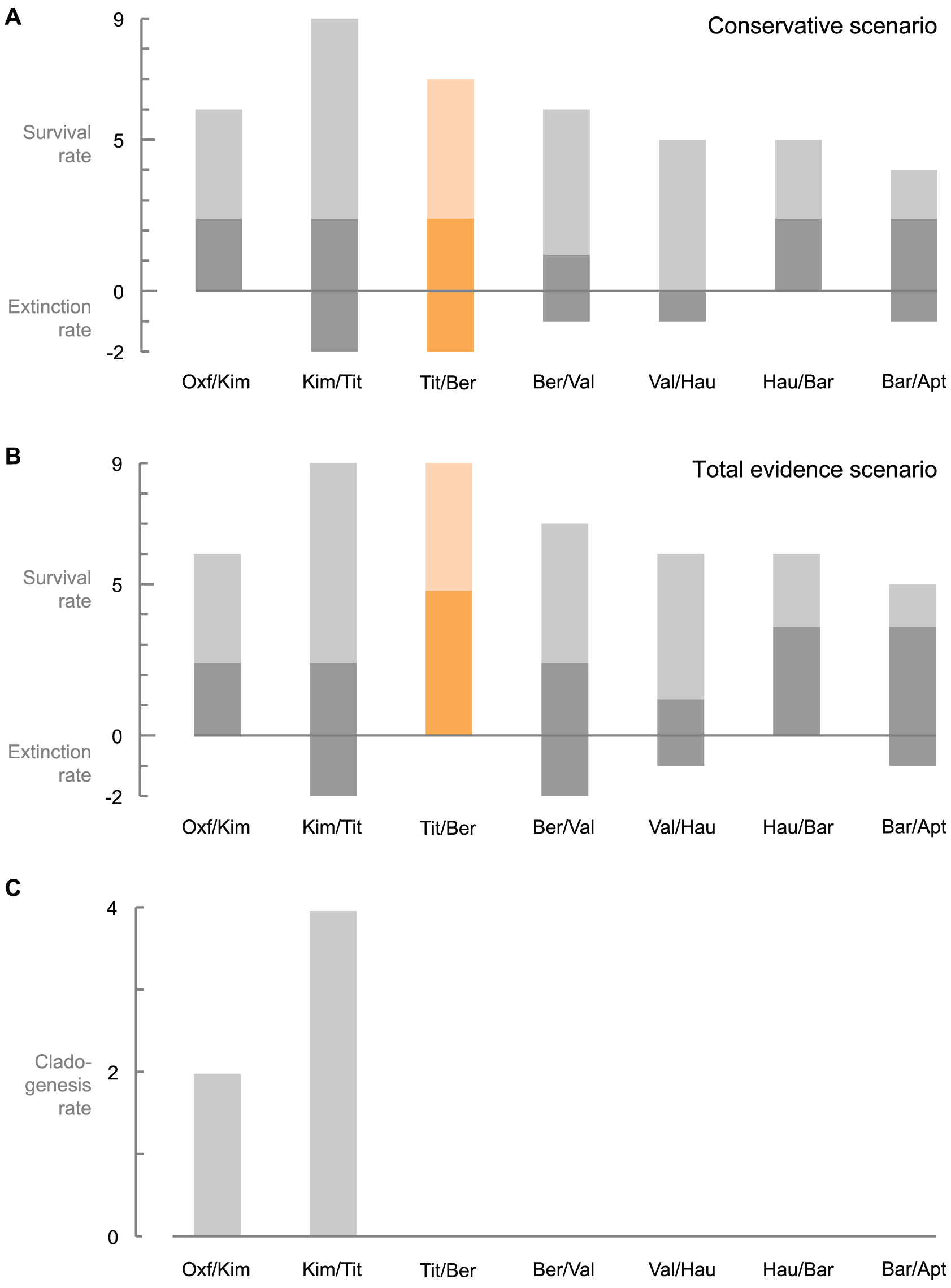
Diagrammes selon montrant les taux de survie, d'extinction et de cladogenèse des ophthalmosauridés pour chaque limite de l'intervalle Oxfordien-Barrémien, selon Fischer, 2012.

Il fut précédemment admis que les ichthyosaures auraient été affectés par trois extinctions successives : une à la limite Trias-Jurassique, une autre à la limite Jurassique-Crétacé, et une extinction finale durant le Crétacé supérieur, à la limite du Cénomanien et du Turonien, qui ne laissa aucun survivant. Certains chercheurs ont donc suggéré que la diversité des espèces auraient donc décliné après le Jurassique moyen, les ichthyosaures ayant perduré jusqu'à leur disparition à la fin du Cénomanien,. Ce déclin fut associé à une transition dans la lignée dominante des ichthyosaures : les ophthalmosaurinés thunniformes aux grands yeux, qui sont prospères et répandus malgré leur hyperspécialisation, auraient été remplacés par les platypterygiinés plus généralisés, qui ont des yeux plus petits et des corps plus allongées,.
Acamptonectes est une découverte importante car il s'agit d'un ophthalmosauriné datant du Crétacé inférieur, démontrant que ces deniers ne furent pas entièrement anéantis à la limite Jurassique-Crétacé. Fischer et ses collègues trouvent également des traces d'autres ophthalmosaurinés durant le Crétacé inférieur en réanalysant du matériel connu, notamment les spécimens d’Ophthalmosaurus de Nettleton. Les auteurs citent également des rapports sur les platypterygiinés datant du Jurassique supérieur que sont Brachypterygius, Aegirosaurus, Caypullisaurus (en) et Yasykovia (depuis reconnue synonyme de Nannopterygius (en)) au Crétacé inférieur,,,,.
En comptabilisant le nombre de genres disparus à chaque âge, Fischer et ses collègues ne trouvent aucune limite claire entre les âges individuels, du Jurassique supérieur (Oxfordien) au Crétacé inférieur (Aptien), qui pourrait être considérée comme un événement d'extinction pour les ophthalmosauridés. La limite Jurassique-Crétacé présente un taux d'extinction net de 0, et même les taux de survie les plus élevés. En comptant le nombre de nouveaux clades apparus, ils calculent cependant que le taux de cladogenèse serait plus faible au Crétacé. Ils en concluent que, contrairement aux idées reçues, l'extinction Jurassique-Crétacé aurait eu un impact négligeable sur les ichthyosaures par rapport à celui sur les autres reptiles marins, et que les ophthalmosauridés restèrent diversifiés jusqu'à leur extinction définitive.

## Paléobiologie

### Mode de vie général
Avec leur corps semblable à celui des dauphins, les ichthyosaures furent mieux adaptés à leur environnement aquatique que tout autre groupe de reptiles marins. C'étaient des animaux vivipares, donnant naissance à des petits vivants et étaient probablement incapables de quitter le milieu aquatique. En tant qu'homéothermes ayants des taux métaboliques élevés, les ichthyosaures auraient été des nageurs actifs. Les ichthyosaures du Jurassique et du Crétacé, incluant Acamptonectes, ont adopté une méthode de nage thunniforme (semblable à un thon) plutôt que les méthodes anguilliformes (semblable à celle d'une anguille) des lignées antérieures. Les ichthyosaures thunniformes furent capables de nager plus rapidement et plus efficacement que d’autres reptiles marins de tailles similaires, étant de plus mieux adaptés à un mode de vie pélagique. Leur nage est de plus facilitée par leur corps compact et leurs nageoires caudales en forme de croissant.
La majeure partie du squelette d’Acamptonectes semble avoir été inhabituellement rigide, ce qui aurait fortement limité ses mouvements latéraux au niveau de la partie antérieure. Son museau est également moins profond que celui des espèces apparentées, et ses côtes sont plus arrondies en section transversale. Selon Darren Naish (en), l'un des paléontologues ayant décrits le taxon, il pourrait s'agir d'adaptations supplémentaires visant à accroître la rigidité du corps de l'animal en rendant ces parties plus résistantes à la flexion. Les os occipitaux et les vertèbres cervicales étroitement serrés auraient permis un mouvement limité du cou, suggérant qu’Acamptonectes a dû « traverser l'eau comme une fléchette », comme le cite Ulrich Joger, un autre des descripteurs du taxon.

### Alimentation

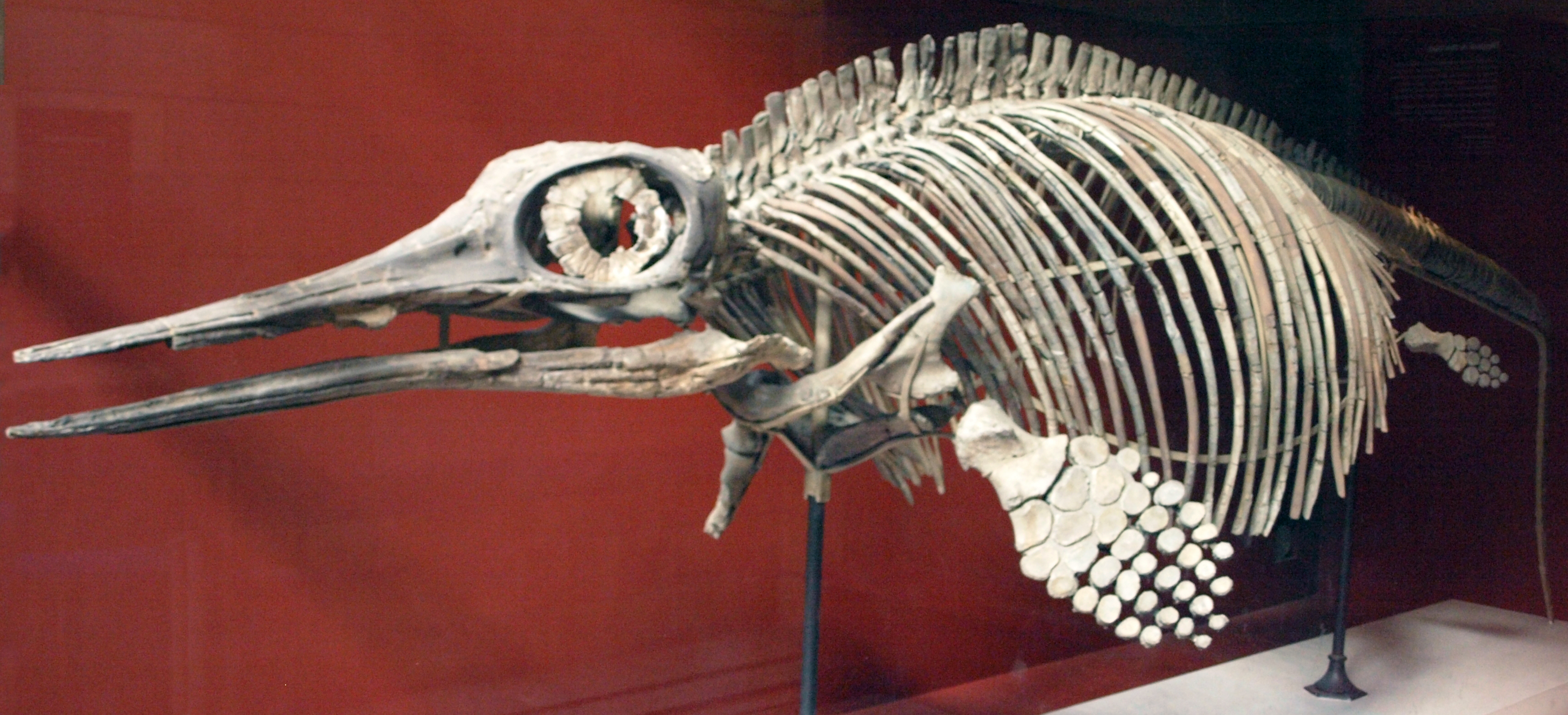
Squelette reconstitué de l'étroitement apparenté Ophthalmosaurus, les grands anneaux sclérotiques indiquant la taille des globes oculaires et le mode de vision.

Étant un ophthalmosauriné, Acamptonectes aurait probablement été un prédateur généraliste et opportuniste qui se nourrissait de poissons et de calmars,. Les adaptations à la vitesse suggèrent qu’Acamptonectes et d'autres ophthalmosaurinés furent probablement aussi des prédateurs de poursuite. En 1987, Judy A. Massare propose des « guildes alimentaires » comme moyen de regrouper les reptiles marins. Selon elle, certaines espèces d'ichthyosaures auraient « percé » de petites proies à l'aide de dents en forme d'aiguilles, et d'autres auraient « croqué » des proies à carapace dure à l'aide de dents robustes,. En 2012, Maria Zammit suggère que les fines couronnes dentaires à crêtes longitudinales observées chez Acamptonectes (le classant donc dans la catégorie « perceur II/généraliste ») servaient probablement à empaler plutôt qu'à saisir des proies, et que son régime alimentaire pouvait donc se composer de proies charnues, sans enveloppe dure. Néanmoins, elle note que son museau peu profond et la morphologie dentaire unique pourraient indiquer un régime alimentaire et un mode de vie différents de ceux des autres ichthyosaures datant du Crétacé.
Les ichthyosaures disposent les plus grands yeux de tous les groupes de vertébrés connus, ce qui peut être déduit par des os présents dans les orbites oculaires connus sous le nom d'anneaux sclérotiques, indiquant qu'ils auraient possédé une vision sensible en basse lumière qui aurait facilité la capture de proies à de grandes profondeurs. Chez le genre apparenté Ophthalmosaurus, le diamètre maximal du globe oculaire aurait été de 23 cm, ce qui aurait permis de détecter des mouvements à des profondeurs allant jusqu'à 300 m dans la zone mésale. Ophthalmosaurus pouvait probablement plonger pendant environ 20 minutes et atteindre des profondeurs d'au moins 600 m.  En plus d'une bonne vue, le bulbe olfactif élargi du cerveau indique que les ichthyosaures ont eu un odorat sensible.

## Paléoécologie

### Angleterre
Acamptonectes est principalement connu des roches datant de l'étage Hauterivien du Crétacé inférieur (s'étalant d'environ 133 à 129 millions d'années) de la formation de Speeton Clay (en), qui est composée d'argile et de mudrock, atteignant de manière générale une épaisseur d'environ 100 à 130 m,. Au sein de cette formation, l'holotype provient des couches D2D, tandis que le second spécimen provient des couches D2C, qui sont légèrement plus anciennes. Le matériel préservé dans ces sédiments est parfois remaniés à partir de roches sous-jacentes plus anciennes datant du Valanginien, plutôt que de l'Hauterivien. L'holotype d’Acamptonectes est partiellement articulé, tout comme certains fossiles de crinoïdes voisins, indiquant que le spécimen n'a pas été remanié et qu'il date bel et bien de l'Hauterivien. Les niveaux de concentration en carbone 13 (δ13C) dans la formation de Speeton Clay augmentent au cours du Valanginien et du début de l'Hauterivien. Cela a pu se produire lorsque les terres submergées par la montée du niveau de la mer libérèrent du carbone 13 dans les océans. Cepandant, les concentrations d’oxygène 18 (δ18O) augmentent durant cette période, indiquant un épisode de refroidissement. Plus précisément, les niveaux de δ18O dans les fossiles de bélemnites indiquent que la température de ce qui est aujourd'hui la formation de Speeton Clay serait située à environ 11 °C au début de l'Hauterivien, monterait à 15 °C au milieu de cette étage et serait revenu à 11 °C à sa fin. Les preuves de la présence d'organismes photosynthétiques indiquent que l'environnement de Speeton Clay serait au moins partiellement situé dans une zone photique.
De nombreux autres organismes sont connus dans la formation. Beaucoup d'entre eux sont des bioforeurs, notamment des foraminifères, des champignons, des algues chlorophytes et divers animaux tels que des éponges, des polychètes, des brachiopodes, des cirripèdes, des bivalves et des oursins. En plus des crinoïdes, les autres invertébrés de la formation de Speeton Clay sont représentés par une grande variété d'ammonites et de bélemnites,. Bien que les poissons osseux et cartilagineux (représentés par des requins et des raies de divers sortes) soient connus dans cette formation, leurs fossiles sont mal conservés et peu abondants. Les reptiles marins sont rares dans cette formation, car outre Acamptonectes, ceux-ci sont représentés par quelques restes fragmentaires de plésiosaures.

### Allemagne
Le paratype allemand d’Acamptonectes provient des roches datant de l'Hauterivien tardif du bassin de Basse-Saxe, près de Cremlingen, à l'est du land éponyme. Les sédiments du Crétacé inférieur de ce bassin sont riches en roches siliclastiques déposées dans la partie sud de la mer du Nord, qui, durant cette période, est une mer intérieure recouvrant une grande partie du nord-ouest de l'actuel Allemagne. Comme cette région reliait l'océan Téthys, plus chaude, à la mer Boréale (en), plus froide, son environnement fut alors très vulnérable aux changements. Les roches datant de l'Hauterivien tardif de la région furent déposées dans la zone néritique à une époque de transgression et de régression marines alternées. Les eaux de surface furent généralement froides, même si elles se réchauffaient parfois lorsque des eaux plus chaudes de la Téthys entraient dans la région,. Les taux de sédimentation sont élevés et les eaux du fond s'avère avoir été quelque peu anoxiques. Les organismes contemporains occupant cette mer comprennent des dinoflagellés, des ammonites et des bélemnites,.